# Casa Edmond Bebié
La casa Edmond Bebié és un edifici noucentista situat a la Gran Via de les Corts Catalanes xamfrà amb el carrer de Girona, a la Dreta de l'Eixample.

## Història i descripció
Cap al 1895, l'enginyer suís Edmond Bebié Wild, propietari d'una fàbrica de filats de llana prop de Zúric, va adquirir un terreny a la vora del riu Ter, entre els municipis de Montesquiu i les Llosses, i hi fundà una colònia tèxtil, la Farga de Bebié, també coneguda com la «colònia dels suïssos», que va funcionar fins a l'any 2008.
A Barcelona, el seu fill Edmond Bebié va adquirir la casa que Victòria de Grassot i Valldejuli havia fet construir el 1882 a la cantonada de la Gran Via i el carrer de Girona, i el 1923 va encarregar-ne la reforma a l'arquitecte Miquel Madorell i Rius per a establir-hi la seu corporativa. Entre d'altres coses, aquesta intervenció va suposar la remunta d'un pis i la millora estètica de la façana amb un nou estucat, baranes de ferro forjat als balcons i un coronament mixtilini. A la reixa de la porta principal hi ha les inicials E.B., i al medalló damunt la llinda el nom Bebié.
El 2009, l'edifici va ser adquirit per la immobiliària Servihabitat, filial de La Caixa, que el va rehabilitar per a fer-hi apartaments de luxe.

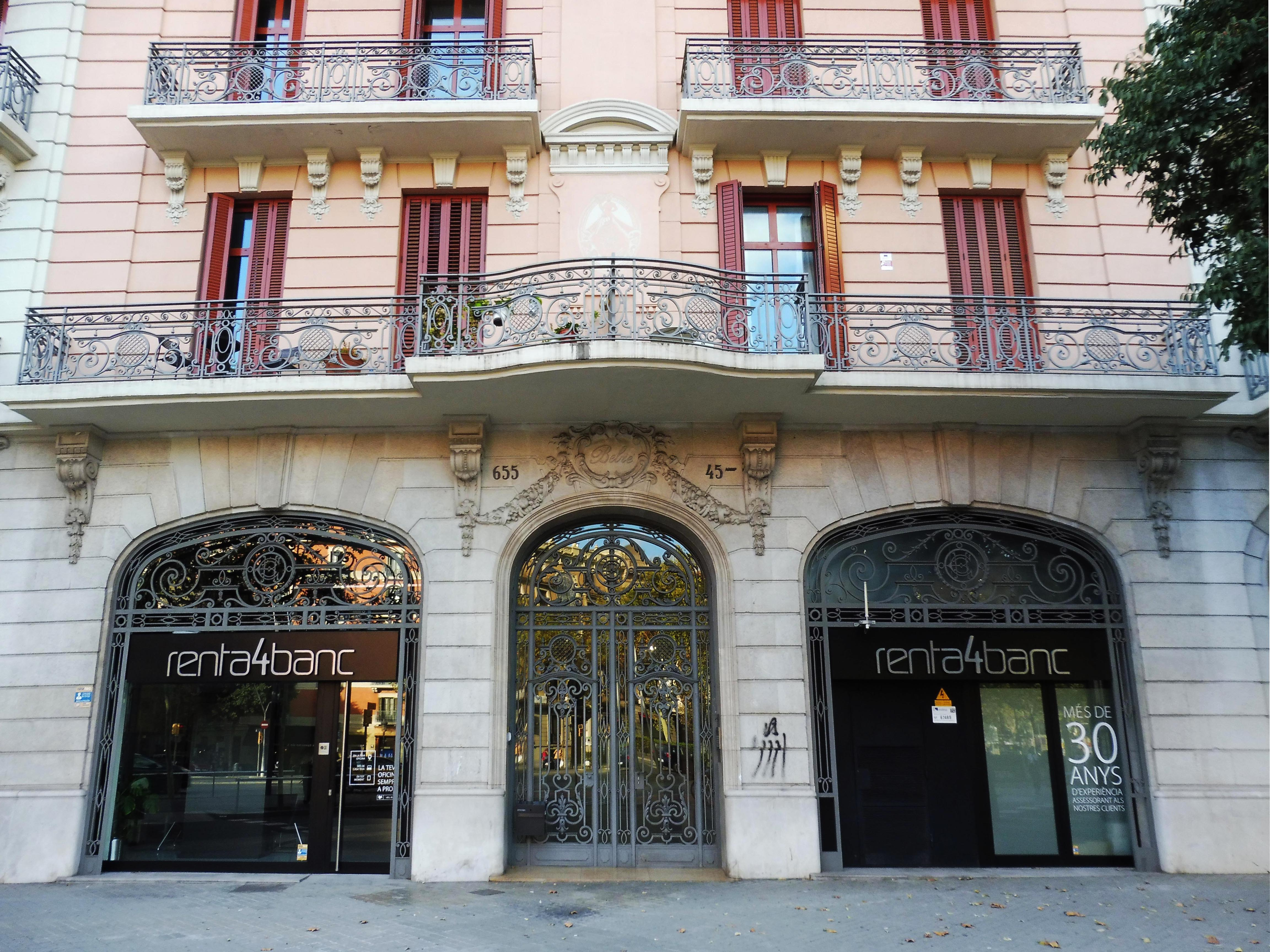
Detall dels baixos